# Немецкие региональные кухни
По данным федерального министерства продовольствия и сельского хозяйства, более трёх четвертей потребителей в Германии (78 %) обращают внимание на то, чтобы их продукты питания имели местное происхождение. По мнению нутрициониста Кристины Бромбах, региональная пища отражает одну из форм культурной идентичности, защищающей от повседневных перегрузок за счёт переосмысления собственного и переданного опыта. Особенности, отличающие одну федеральную землю от другой, обнаруживаются даже на уровне основных продуктов питания. По данным портала caterings.com, бременцы больше всех любят яичные блюда, берлинцы особенно любят сыр и молочные продукты, а больше всего колбасы съедают в Саксонии-Анхальт. В восточных землях едят больше овощей, но и колбасы, а на западе и севере предпочитают рыбу. В Германии насчитывается более двух десятков региональных кухонь и около тысячи региональных деликатесов, из них 91 имеют защищённое географическое указание.

### Юго-запад Германии

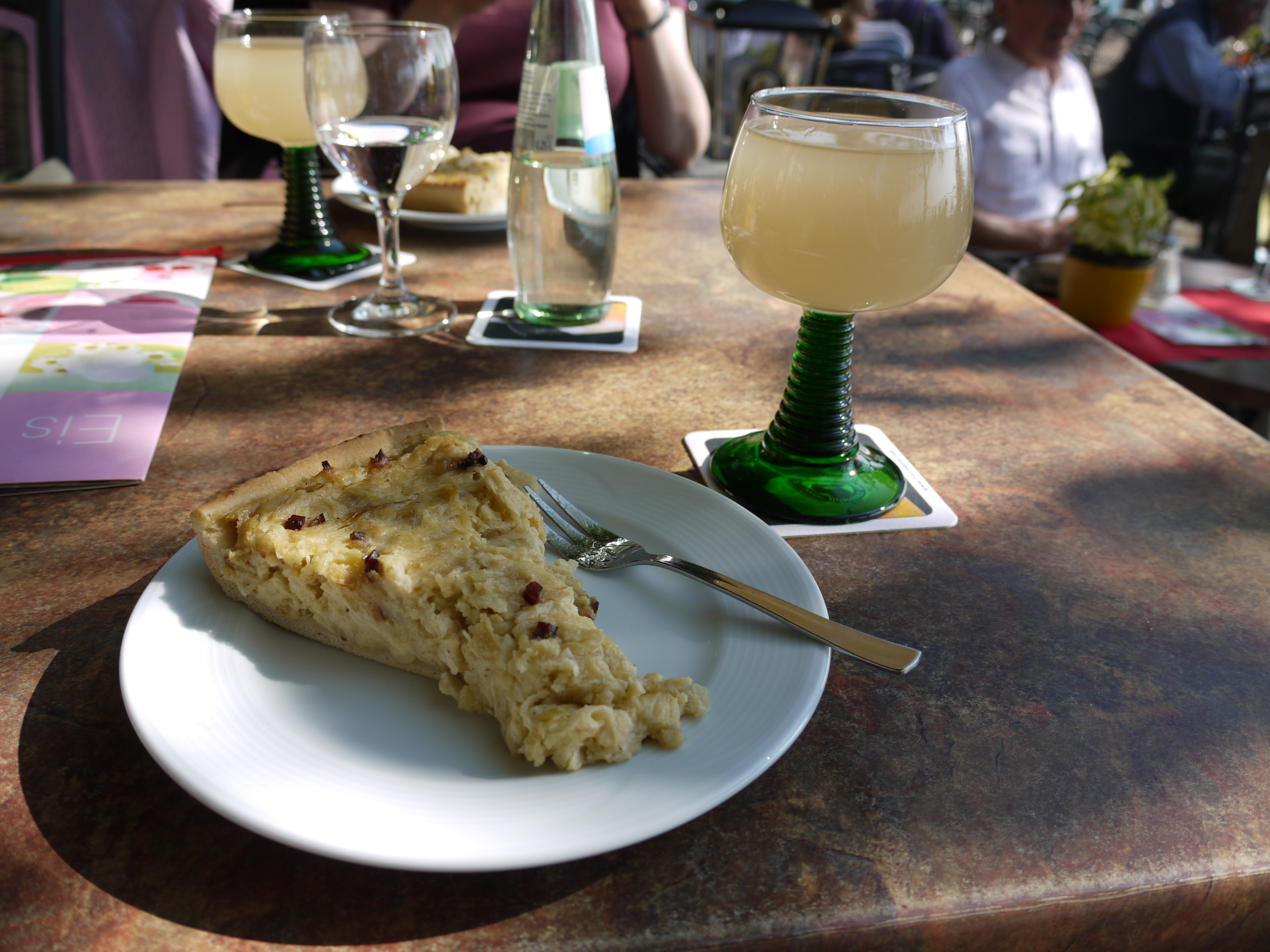
Баденский луковый пирог под новое вино

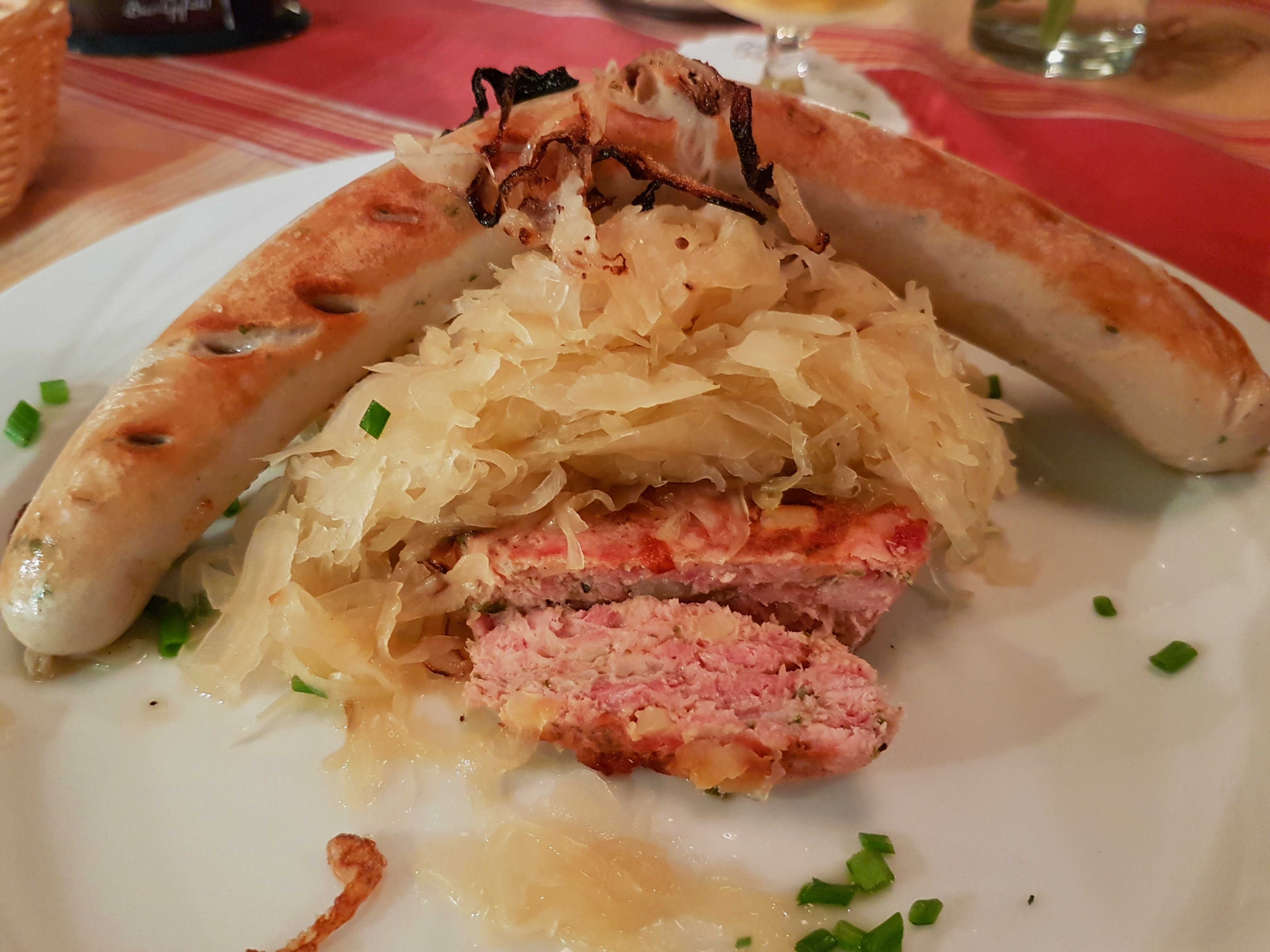
Пфальцский заумаген с квашеной капустой и братвурстом

Имея в соседях признанную кулинарную державу, жизнелюбивые баденцы, проживающие в мягком климате, были открыты всем веяниям в приготовлении пищи и выбрали для себя самое лучшее, сохранив исконные рецепты. В Бадене запекают сочную свиную лопатку шойфеле, томят петуха в рислинге и варят суп из улиток, питают слабость к спарже, которую подают с яичными блинчиками, готовят деликатесы из субпродуктов и пекут разнообразные фруктовые и луковые пироги. Баден — важный винодельческий регион Германии. Знаменитый на весь мир шварцвальдский торт — родом из Бадена.
Швабская кухня занимает промежуточное положение между испытавшей французское влияние баденской кухней и баварскими и австрийскими кулинарными традициями. Ганс Сакс считал швабские супы сокровищем, а жителей Швабии за любовь к супам прозвали «суповыми швабами». Во многих швабских блюдах присутствует тесто. Маульташены — крупные прямоугольные швабские пельмени — начиняют мясным и рыбным фаршем или сыром со шпинатом. Домашняя лапша шпецле — самый популярный гарнир к мясным блюдам, но может быть и самостоятельным блюдом — с сыром или чечевицей. Помимо мясных блюд в швабской кухне распространены блюда из субпродуктов, самые известные из которых — «кислая требуха» и «кислые почки».
Самое знаменитое блюдо сытной пфальцской кухни — «свиной желудок», фаршированный постной свининой, колбасным фаршем, картофелем и луком, популяризатором которого на высоком государственном уровне выступал уроженец Пфальца канцлер Гельмут Коль. Типичные пфальцские блюда — разнообразные колбасы: братвурсты, кровяные, лебервурсты и печёночные кнели, к которым на гарнир полагаются квашеная капуста и картофельное пюре. На настоящую «пфальцскую тарелку» помещаются сразу заумаген, братвурст и печёночные кнели с квашеной капустой на гарнир, и такое блюдо называется ещё и «пфальцской троицей». Дрожжевые дампфнудели в Пфальце готовят на сковороде с солёной поджаристой корочкой, их подают к картофельному супу или гуляшу, а также сервируют отдельным блюдом со сладким ванильным или винным соусом.

### Франкония

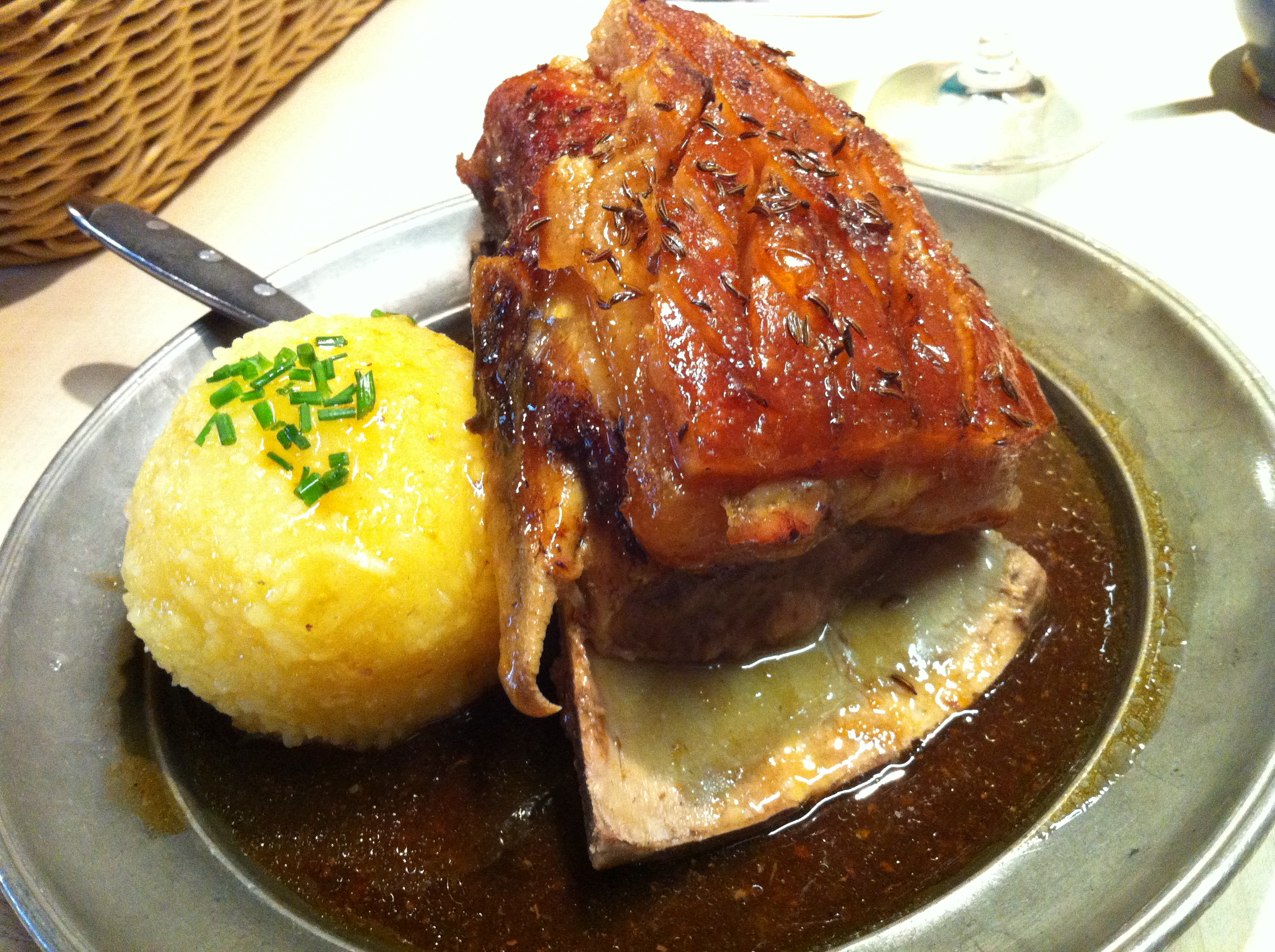
Шойфеле по-франконски — свиная лопатка, запечённая со шкуркой и на кости

Славу франконской кухни составляют блюда из свинины и разнообразные свиные колбаски для жарки, знаменитые со времён Средневековья нюрнбергские пряники, а также пиво и вино. Свиное жаркое, шойфеле и зауэрбратен подают с квашеной капустой и картофельными клёцками, а в Швайнфурте согласно 150-летней традиции за деревянной столешницей без использования тарелок дружно съедают отваренную в котле целую свинью. В Бамберге луковицы начиняют фаршем и подают под соусом на копчёном пиве. Колбаски для жарки самых разных размеров во Франконии готовят на сковороде и гриле, а также отваривают в уксусной воде с луком и специями до получения «голубых кончиков». К запечённому карпу подают его деликатесные «субпродукты» — инграйш. Дрожжевое тесто для традиционных хрустящих пышек булочники растягивали на коленке. Верхняя Франкония — пивоваренный регион с древними традициями и самой высокой в мире концентрацией пивоварен, преимущественно небольшого размера, частных и семейных, предлагающих свою продукцию в трактирах и каменных погребах. Франконские марочные вина разливают в фирменные «козлиные» бутылки-фляжки.

### Гессен

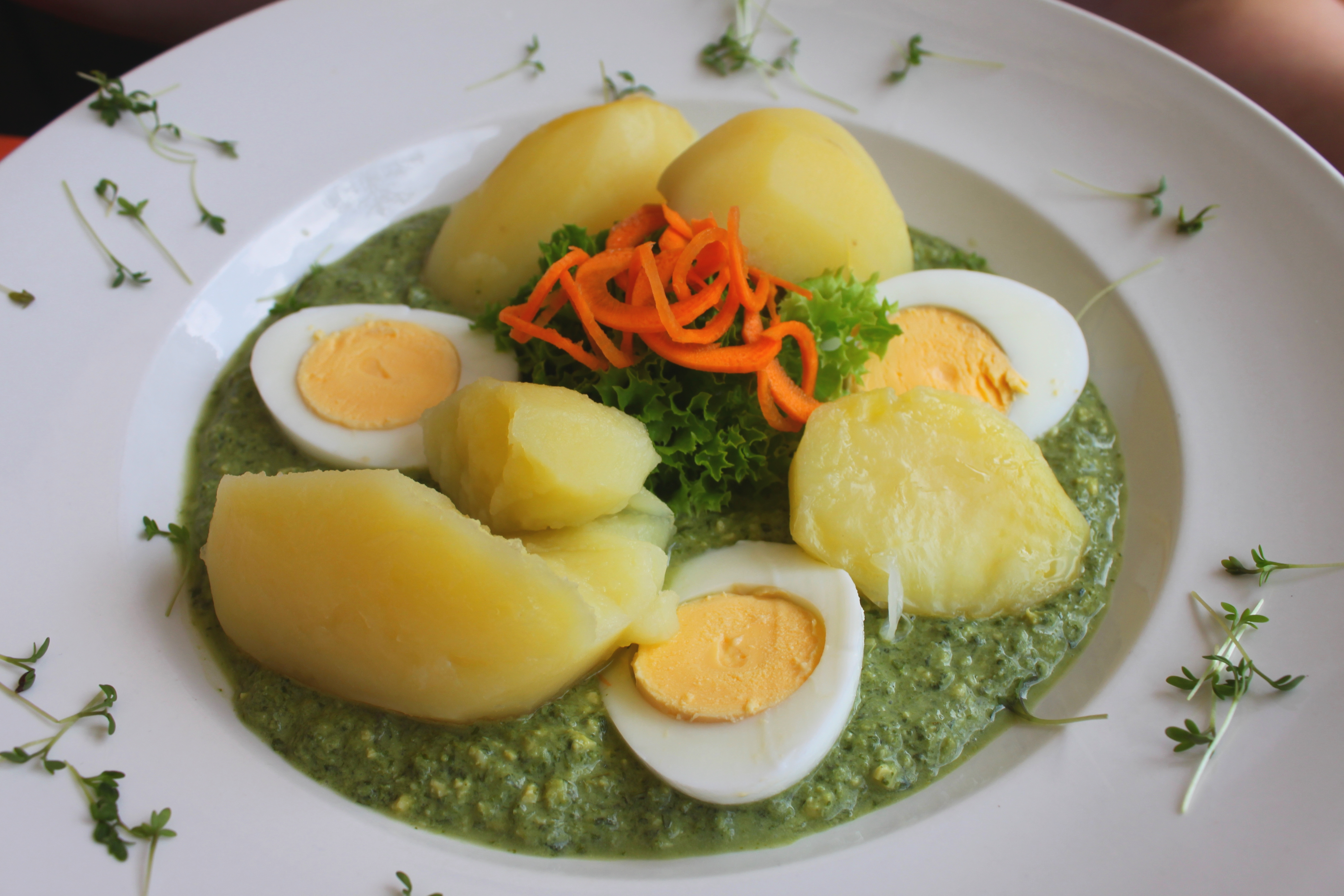
Франкфуртский зелёный соус о семи травах — любимое блюдо И. В. Гёте

В исторически раздробленном Гессене, объединившемся только после Второй мировой войны, не сложилось однотипной региональной кухни. На севере преобладают простые, экономные и сытные крестьянские блюда из картофеля и свинины, а также листовые пироги, в то время как в винодельческом Рейнгау гастрономия приобрела большее изящество благодаря рислингу и шпетбургундеру, с которыми тушат цыплят и кроликов. На юге доминирует торговый центр Франкфурт-на-Майне, прослывший раем для гурманов. Вкус гессенского кислого апфельвайна, как говорят, начинает нравиться только с седьмого стакана. На франкфуртском фестивале яблочного вина выбирают королеву апфельвайна. Самыми знаменитыми гессенскими гастрономическими специалитетами считаются сыровяленая колбаса але вурст, «ручной сыр» хандкезе, зельц швартенмаген, франкфуртский зелёный соус, франкфуртские сосиски, торт «франкфуртский венец» и марципановое печенье «бетменхен».

### Рейнская область и Бергишес-Ланд

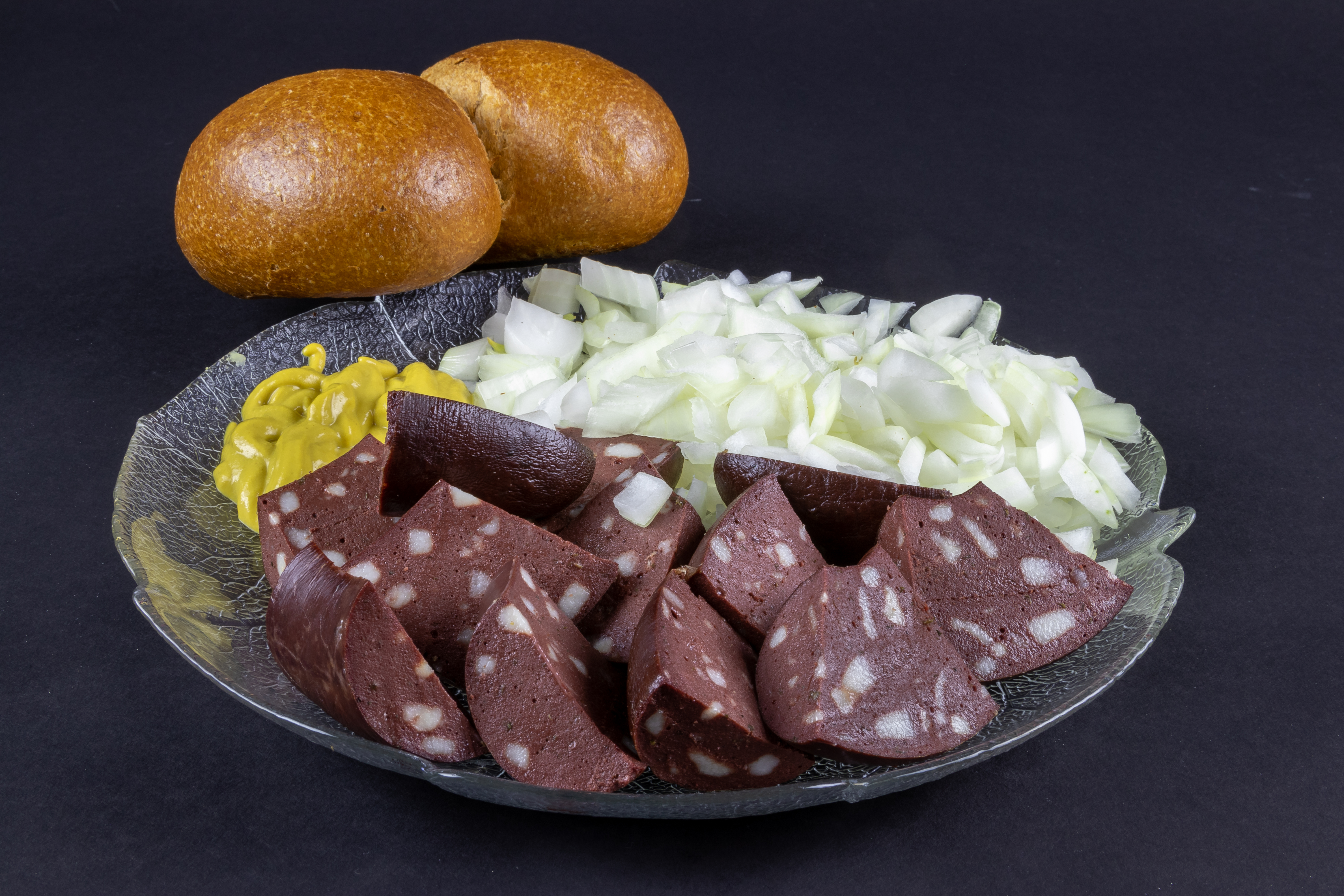
«Чёрная икра по-кёльнски»: флёнц, репчатый лук, горчица и рёггельхен

Рейнская кухня испытала влияние нидерландской и бельгийской кухонь и обнаруживает сходство с вестфальской кухней, но в отличие от последней в кухне удалённой от моря Рейнской области благодаря Рейну присутствуют блюда не только из пресноводной, но и морской рыбы, а также мидии с Северного моря. Во времена наполеоновской оккупации рейнцы увлеклись французской кухней. В отличие от популярных и на Рейне вестфальских панхаса и мёпкенброта, фарш с включениями шпига для слегка подкопчённой рейнской кровяной колбасы флёнца не загущивают мукой или манной крупой. Особенностью рейнской кухни также являются контрастные вкусовые комбинации, например, на Рейне едят бутерброды с лебервурстом на сладком изюмном хлебе. Для аутентичности кофейного стола в Бергишес-Ланд требуется дрёппельмина — фигуристый оловянный кофейник на трёх ножках и с краником, как у самовара.

### Северо-запад Германии

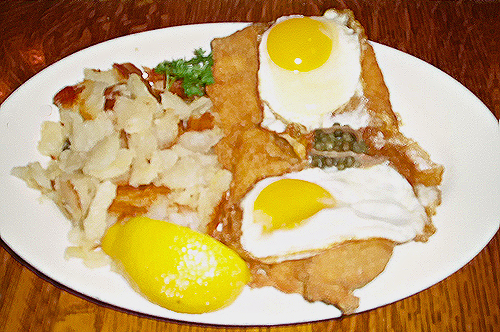
Шницель по-гольштейнски

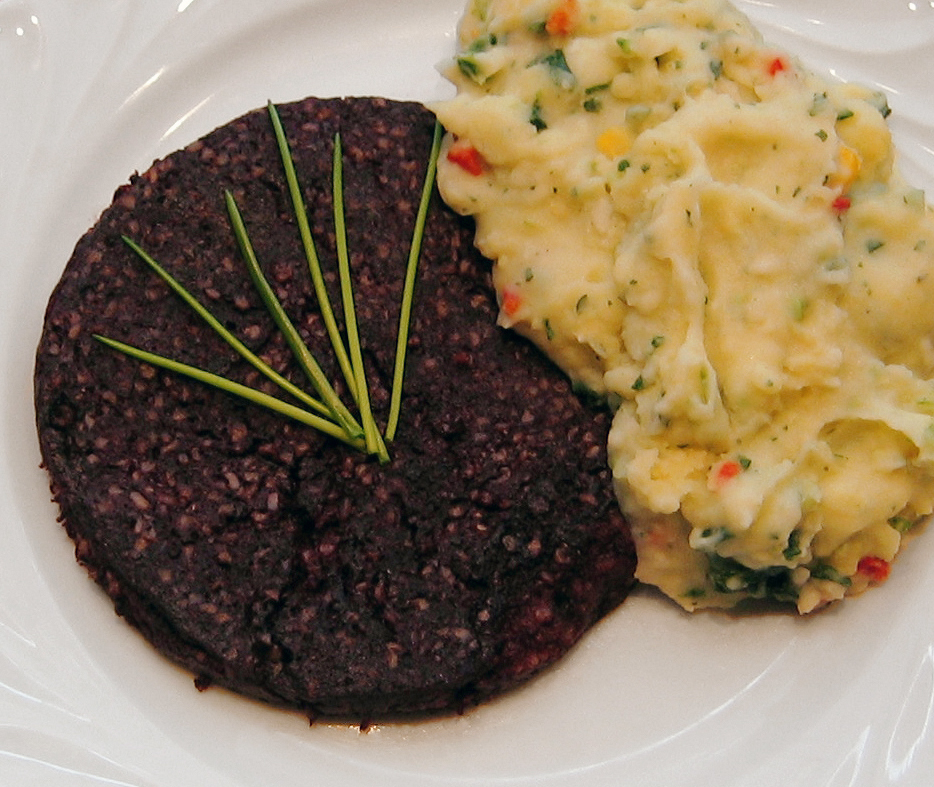
Жареный панхас, сервированный с картофельным пюре

Кулинарные традиции Гамбурга и соседнего Шлезвиг-Гольштейна считаются уравновешенными, непосредственными и непритязательными, только гамбургская кухня благодаря географическому положению ганзейского города, где были доступны заморские пряности, приобрела некоторую утончённость. «Национальным блюдом» в Гамбурге признан айнтопф из свиной пашины с картофелем, морковью и брюквой. В Шлезвиг-Гольштейне популярно копчёно-сладкое блюдо «груши, фасоль и бекон». Близость к морю обусловила большое разнообразие рыбных блюд в этих региональных кухнях, наиболее известные из которых — лабскаус и панфиш. Всемирную известность снискали копчёные кильские шпроты в фирменных деревянных ящичках. В Бюзуме ведётся лов местной креветки, которую едят с лимоном, а также добавляют в яичницу или сервируют к камбале, а на Зильте разводят устриц.
Вестфальская кухня далека от гурманства, злые языки сводят её к трём «п»: ржаному хлебу пумперникелю, перченому говяжьему рагу пфефферпоттхасту и кровяной колбасе панхасу. На родине деликатесной сырокопчёной вестфальской ветчины много готовят из свиных субпродуктов. В колбасы панхас и мёпкенброт и суп блутгемюзе добавляют свиную кровь, айнтопф «костный горшок» варят со свиными ножками, ушами и хвостом. Из вестфальской «костной колбасы» во время еды действительно приходится вынимать рубленые свиные рёбрышки, а в традиционном вестфальском айнтопфе «слепая курица» нет курятины. В силу удалённости Вестфалии от моря в её кухне мало рыбных блюд.

### Северо-восток Германии

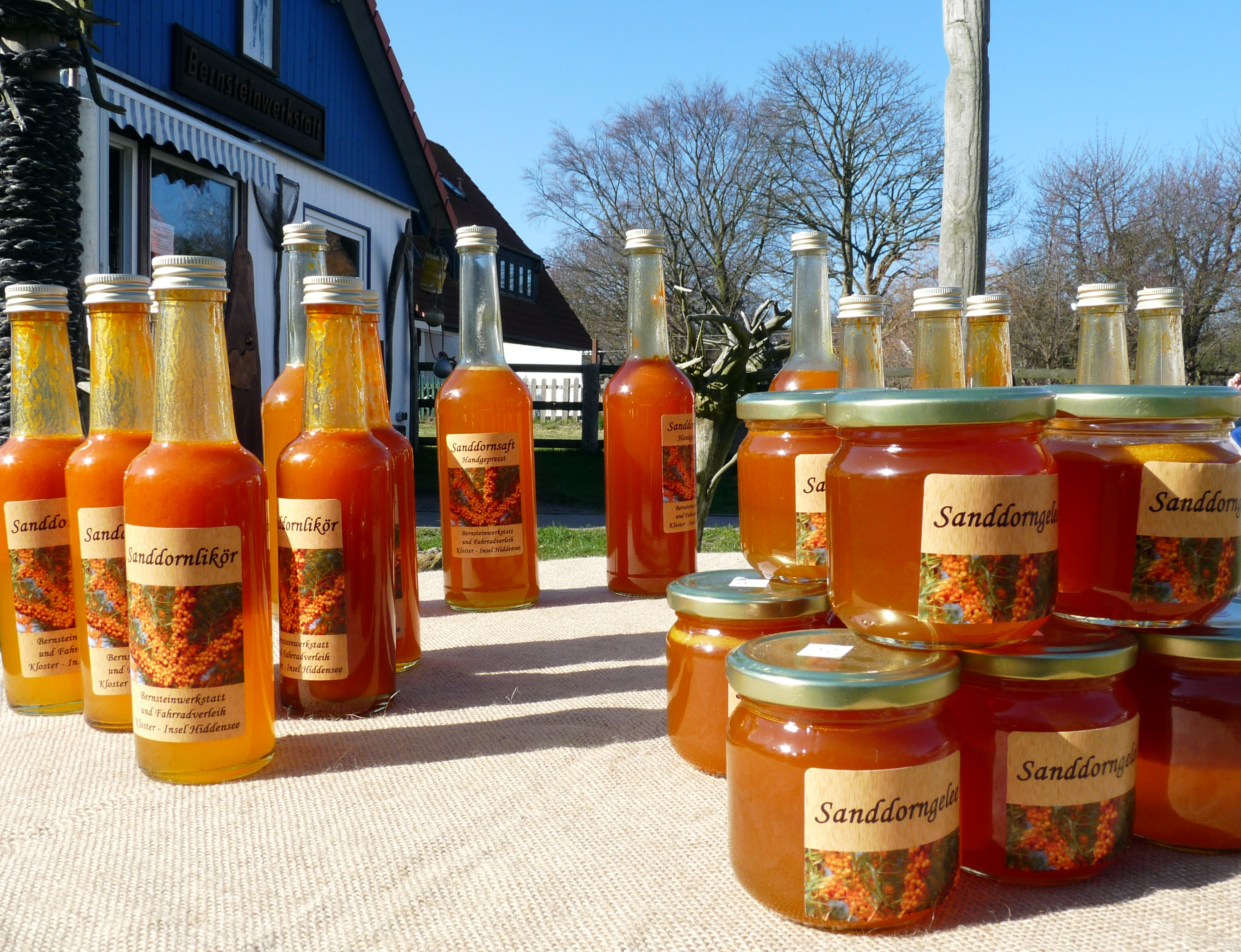
Сок и конфитюр из облепихи с острова Хиддензе

Сытные и основательные мекленбургская и померанская кухни обнаруживают большое сходство, обусловленное общими природно-климатическими условиями и историческим преобладанием бедного сельского населения, питавшегося, по словам К. Ю. Вебера, в основном «картофелем, сухими фруктами, белокочанной капустой, репой и конскими бобами». Помимо самых разнообразных вариантов супов и похлёбок из картофеля и корнеплодов в кухне Мекленбурга и Померании много рыбных блюд и дичи. Мясные блюда готовят часто со сливой и яблоком, их характерный кисло-сладкий вкус приписывают шведскому влиянию. Мекленбург славится копчёной рыбой и рыбными супами, Померания, родина померанского гуся, — блюдами из птицы и солёной сельдью. «Чёрную икру по-померански» готовят из мелко рубленного внутреннего гусиного жира или гусиного шмальца с луком и специями и намазывают на ржаной хлеб. Из облепихи делают ликёры, соки и конфитюры.

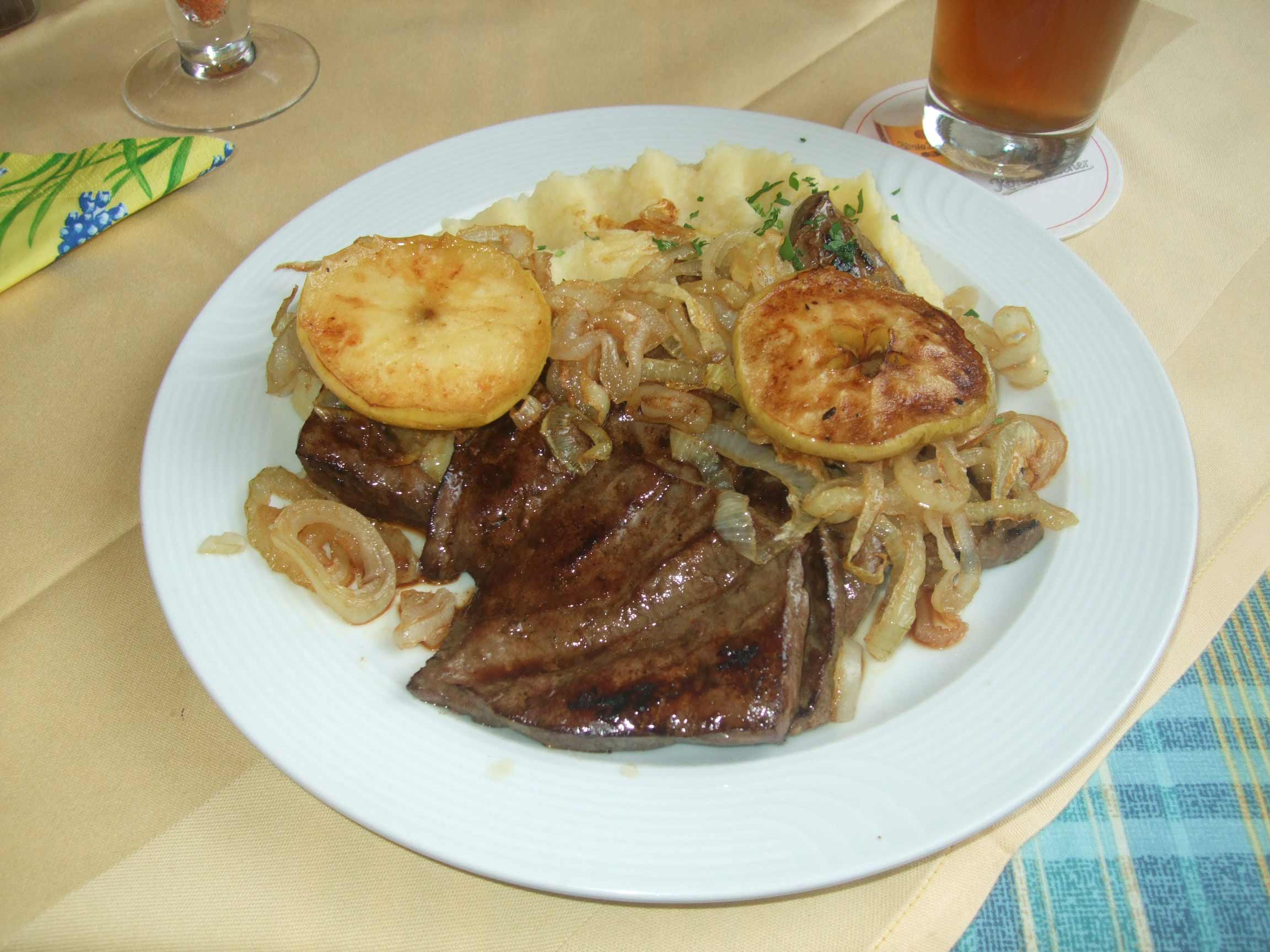
Печень по-берлински с жареными яблоком и луком, сервированная с картофельным пюре

Берлинская кухня прослыла основательной, простоватой и крестьянской, она испытала влияние как французских гугенотов, так и восточноевропейцев, в особенности выходцев из Силезии, Богемии, Мекленбурга, Померании и Восточной Пруссии. Типичный обед в Берлине — это гусиное жаркое, айсбайн с гороховым пюре и квашеной капустой, жареный карп и копчёный угорь. Из некогда многочисленных блюд из субпродуктов (например, рубленого лёгкого, телячьего сердца на вертеле, солёного телячьего языка с мадерой и мозгов с ремуладом), которые готовили как во дворцах, так и в хижинах, ныне сохранилась лишь фирменная жареная телячья печень по-берлински. Легендарный немецкий фастфуд карривурст, удостоившийся собственного музея, изобретён в Берлине. Касселер — тоже берлинское изобретение. Среди десертных блюд, которыми славится Берлин, выделяют пончики с клубничным или сливовым конфитюром, виндбойтели со взбитыми сливками и яичный крем «берлинский воздух» с малиной.
Рецепты простой и сытной бранденбургской кухни по щепотке вобрали в себя в себя кулинарный опыт соседних Померании, Лужицы, Саксонии и Чехии и адаптировали его под местные продукты питания. По мнению экспертов, главное в бранденбургской кухне — это умение приготовить вкусное блюдо из немногих исходных продуктов и без лишней суеты. На песчаных почвах Бранденбурга произрастают знаменитые тельтовские репки, пригницкая капуста для книперколя, белицкая спаржа и шпревальдские огурчики. В бывших владениях Фридриха Великого по-прежнему очень уважают картофель и с голодных времён умеют вкусно приготовить хрустящими даже картофельные очистки. Многочисленные озёра богаты карпом, щукой и судаком, рыбу в Бранденбурге умеют вкусно и жарить, и тушить, и коптить, и мариновать. Рыбными специалитетами Бранденбурга считаются судак под горчичным соусом и форель в шпиге.

### Саксония, Саксония-Анхальт, Тюрингия
Для расположенной в центре страны лесной Тюрингии, «зелёного сердца Германии», характерны плотные и сытные мясные блюда, в том числе приготовленные на дровяных углях, как местный ростбиф или муцбратен, которые обычно сервируют с картофельным гарниром и под обильным соусом. Безоговорочными гастрономическими хитами в Тюрингии являются тюрингенские клёцки, тюрингенские братвурсты, имеющие защищённое географическое указание в ЕС, а также добротные открытые листовые фруктовые пироги в огромном количестве вариантов, выпекаемые без лишних затей на противнях.

### Восточная Пруссия

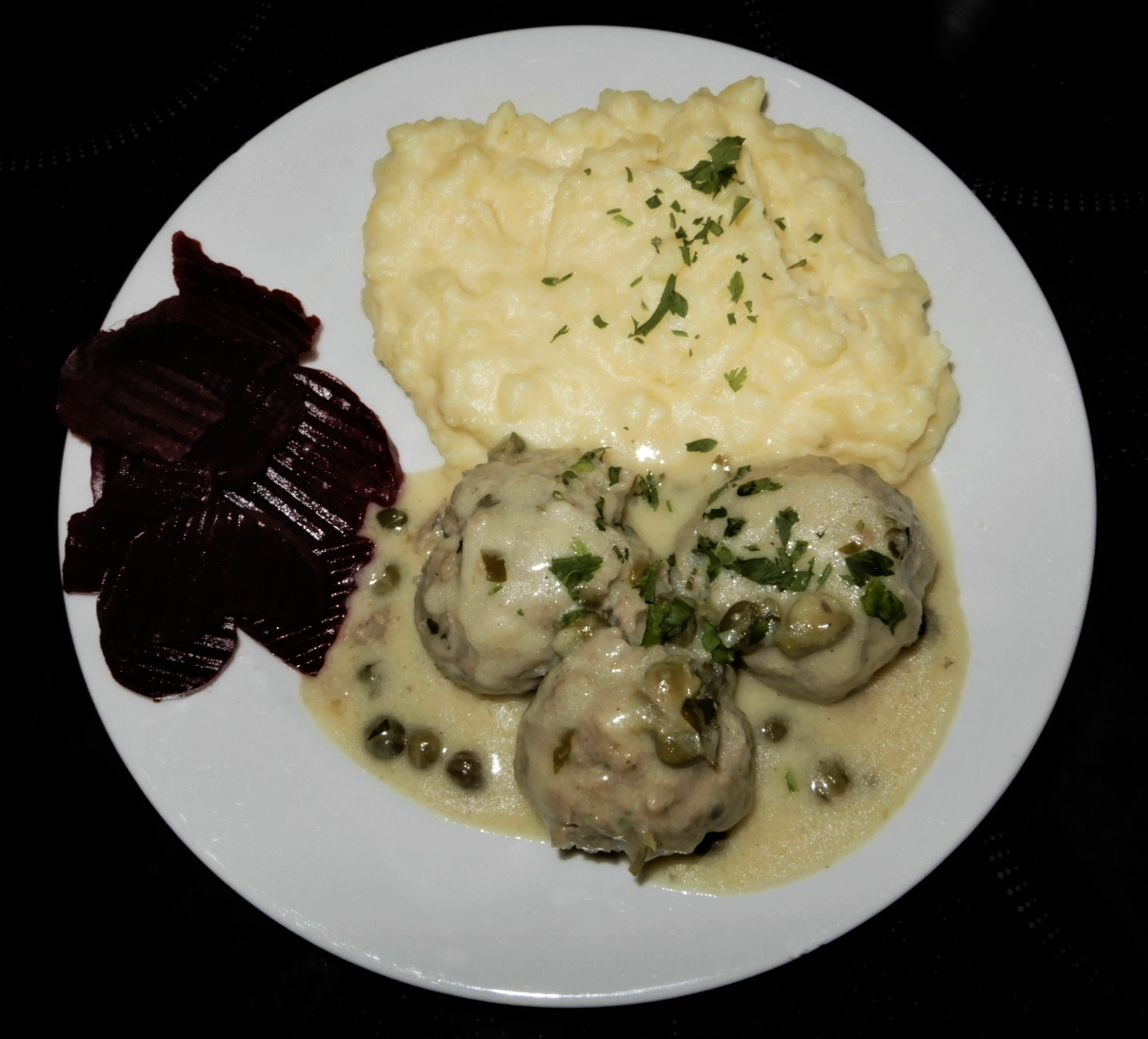
Кёнигсбергские клопсы с картофельным пюре и отварной свёклой

В кухне бывшей германской провинции Восточная Пруссия прослеживалось балтийское и славянское влияние, выразившееся прежде всего в многочисленных клёцках и пристрастии к красной свекле. Восточные пруссаки готовили свекольный суп «бетенбарч» (нем. Betenbartsch). Из Мекленбурга и Померании восточнопрусские мясные блюда позаимствовали кисло-сладкий вкус. В Восточной Пруссии любили жирную пищу — из свиного сала, со смальцем и сметаной, для переваривания которой требовался крепкий шнапс. Как считалось, в Восточной Пруссии умели выпивать, и в современном Добровольске восточные пруссаки когда-то придумали специальный приём употребления корна с лебервурстом и горчицей. Кёнигсберг был важным рыболовецким портом Германии, и из восточнопрусской кухни сохранилось множество рецептов рыбных блюд как из морской, так и пресноводной рыбы. Ни одно блюдо из отварной рыбы не обходилось без укропа, как и в соседней финской кухне. С депортацией немецкого населения и исчезновением Восточной Пруссии с карты Германии её гастрономические традиции сохранились преимущественно в Берлине, который был исторически связан с регионом поставками продовольствия. На западе страны из восточнопрусской кухни известны разве что кёнигсбергские клопсы и медовый беренфанг. Помимо легендарных клопсов Кёнигсберг славился зимой ещё и «флеком» — приправленным майораном супом с требухой.

### Силезия

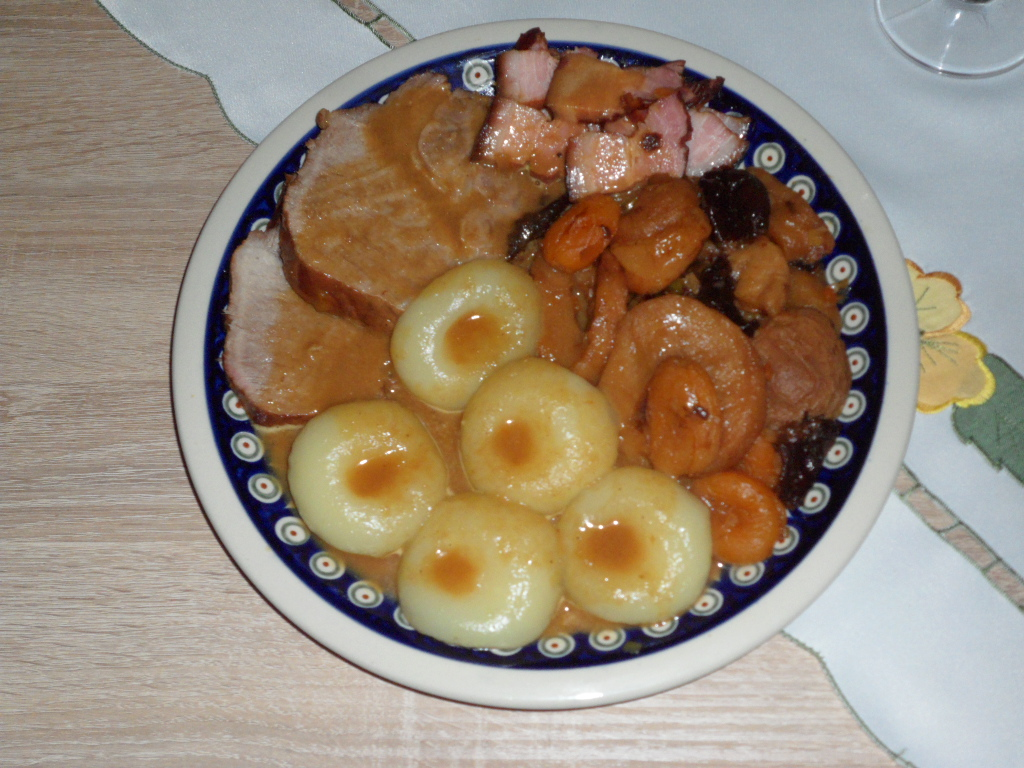
Силезское царство небесное

Силезская кухня испытала влияние соседних тюрингенской, франконской и чешской кухонь, а региональной её в своём составе числит не только немецкая, но и польская кухня. Главным и праздничным блюдом в Силезии считалось «силезское царство небесное»: силезский Шлараффенланд был немыслим без подкопчённой свинины с большими картофельными клёцками под пряным соусом с сухофруктами. Клёцки в силезской кухне — целая наука: только среди картофельных выделяют «резиновые», «силезские», «польские» и «тёмные», а ещё есть мучные и хлебные. Маковые клёцки — это уже десерт, сладкая масса из вымоченного в молоке белого хлеба с заваренным маком, изюмом и миндалём, их в Силезии подавали на Рождество с глинтвейном. Мак в силезской кухне также необходим для штрейзельных маковых пирогов и штрицеля, который для силезца — как штоллен для дрезденца. До Второй мировой верхнесилезский Нейсе славился пряничными «конфетами», а нижнесилезская Легница — «бомбами» с начинкой из цукатов и орехов. Богатая лесными озёрами Силезия в составе Германии обеспечивала тогда до 40 % поставок карпа на Рождество.